# 胃酸
胃酸（いさん、英: Gastric acid、stomach acid）は、胃内壁の中で形成される消化液である。塩酸、塩化カリウム、塩化ナトリウムで構成される。タンパク質のアミノ酸の長い鎖を分解する消化酵素を活性化するという重要な役割を果たしている。食後など、必要なときに胃酸の生産を増やすフィードバック機構がある。
胃の他の細胞は、胃酸を緩衝して調整されたpHを確保するため、塩基である重炭酸塩を産生する。胃酸が胃を傷つけるのを防ぐために、これらの細胞は粘液（粘性のある障壁）を作り出す。膵臓はさらに重炭酸塩を大量に産生し膵管を介して分泌することで十二指腸を通過する胃酸を中和する。
胃酸の主成分は、胃腺中の壁細胞で作られる塩酸である。その分泌は、複雑で比較的エネルギーコストが高い。壁細胞は、塩酸が胃の内腔に分泌される広範な分泌ネットワーク（細管 canaliculiと呼ばれる）を含んでいる。ヒトの胃の内腔中の胃酸のpHは1.5から3.5であり、プロトンポンプH+/K+ ATPアーゼによって維持されている。壁細胞は血液中に重炭酸塩を放出し、アルカリ潮として知られている血液中のpHの一時的な上昇を引き起こす。
胃の内腔内の強酸性環境は、食品からのタンパク質がその特徴的な折り畳まれ構造を失う（変性する）原因となる。これにより、タンパク質のペプチド結合が露出する。胃の主細胞は、タンパク質分解のための酵素（不活性型ペプシノーゲン、乳児期にはレンニン）を分泌する。塩酸はペプシノーゲンを活性化してペプシンという酵素に変化させ、アミノ酸結合を壊して消化を助けるタンパク質分解と呼ばれる過程を行う。また、酸性環境下では多くの微生物が抑制あるいは破壊され、これによって感染症や病気を防ぐことができる。
ヘリコバクター・ピロリなど胃酸を局所的に中和して胃の内部で生息する細菌も存在する。

## 分泌
胃酸の分泌には、アセチルコリン、ガストリン、ヒスタミンという3つのホルモンが関与している。
- 食事を摂ろうとすると、脳からの刺激が副交感神経に伝わり、アセチルコリンが分泌される。アセチルコリンは胃壁細胞のムスカリン受容体に結合して、胃酸の分泌が起こる。
- 食物が胃に入ると、その刺激によりガストリン細胞がガストリンを分泌する。ガストリンは胃壁細胞のガストリン受容体に結合して、胃酸の分泌が起こる。
- ガストリンはECL細胞や肥満細胞を刺激して、ヒスタミンを放出させる。ヒスタミンは胃壁細胞のH2受容体に結合して、胃酸の分泌が起こる。

典型的な大人のヒトの胃は毎日約1.5リットルの胃酸を分泌する。胃酸の分泌はいくつかの段階から成る。塩化物イオンと水素イオンは、壁細胞の細胞質から別々に分泌され、細管内で混合される。胃酸は、その後、胃腺の内腔に分泌され、徐々に胃の主内腔に達する。酸が最初に比較的pH中性の胃粘液層を横断しなければならないので、分泌された酸が胃の内腔に達する正確な方法については、論争の的になっている。
塩化物イオンとナトリウムイオンは、壁細胞の細胞質から細管の内腔に活発に分泌される。これにより、壁細胞膜を横切って−40 mV - −70 mVの負の電位が発生し、これによりカリウムイオンと少量のナトリウムイオンが細胞質から壁細胞の細管内に拡散する。
炭酸脱水酵素は、二酸化炭素と水の反応を触媒して炭酸を生成する。この酸はすぐに水素イオンと重炭酸イオンに解離する。水素イオンは、H+/K+ ATPアーゼアンチポーター（交換輸送体）ポンプを介して細胞から出ていく。
同時に、ナトリウムイオンは活発に再吸収される。つまり、分泌されたK+イオンとNa+イオンの大部分は細胞質に戻る。細管内では、分泌された水素イオンと塩化物イオンが混ざり合い、酸分泌腺の内腔に分泌される。
胃酸が胃の中で到達する最高濃度は、細管内の160 mMである。これは動脈血の約300万倍であるが、他の体液とほぼ正確に等張性である。分泌された酸の最低pHは0.8であるが、胃酸は胃内腔においてpH 1から3の間に希釈される。塩酸濃度としては、0.1mol/Lおよび0.3%程度である。
食事の間に通常10 mEq/hour未満の少量の胃酸の持続的な基礎分泌がある。
食事を消化するために分泌量を増やす胃酸の分泌には以下の3つの相がある。
1. 脳相（英語版）（cephalic phase）: 胃酸の分泌量の30%は、食べることへの期待感や食べ物の匂いや味が刺激されることで分泌される。このシグナルは迷走神経（第X脳神経）を介して脳の高次中枢から発生する。それは、壁細胞を活性化して酸を放出し、ECL細胞（英語版）を活性化してヒスタミンを放出する。迷走神経（CN X）はまた、G細胞（英語版）にガストリン放出ペプチド（英語版）を放出する。最後に、D細胞（英語版）からのソマトスタチン放出も抑制する.[5]。
2. 胃相: 食事の消化のための酸の約6割がこの段階で分泌される。酸の分泌は、胃の膨張と食物中に存在するアミノ酸によって刺激される。
3. 腸相: 残りの10%の酸は糜汁（英語版）が小腸に入ると分泌され、小腸の肥大化やアミノ酸によって刺激を受ける。十二指腸細胞からは、ガストリンに影響を与えずに壁細胞に作用するエンテロオキシンチン（英語版）が分泌される[5]。

## 分泌の調節

消化性潰瘍疾患（PUD）および胃食道逆流症（GERD）の創薬標的を含む胃酸分泌の主な決定因子を示す図。

胃酸の産生は、自律神経系といくつかのホルモンの両方によって調節されている。迷走神経を介した副交感神経系とガストリンというホルモンは、壁細胞を刺激して胃酸を産生し、壁細胞に直接作用し、間接的には腸クロム親和性細胞様細胞（ECL）からのヒスタミンというホルモンの分泌を刺激する。血管作動性腸管ペプチド、コレシストキニン、セクレチンはいずれも産生を阻害する。
胃の中での胃酸の産生は、正の調節因子と負のフィードバック機構によって厳密に調節されている。壁細胞、G細胞、δ細胞、腸クロム親和性細胞様細胞という4種類の細胞がこのプロセスに関与している。これに加えて、迷走神経（CN X）の末端と腸壁内神経叢が分泌に大きく影響します。
胃の神経終末は、2つの刺激性神経伝達物質、アセチルコリンおよびガストリン放出ペプチドを分泌する。これらは、壁細胞に直接作用し、G細胞からのガストリンの分泌と腸クロム親和性細胞様細胞からのヒスタミンの分泌により媒介される。ガストリンは、ヒスタミンの放出を刺激することで、直接的、間接的に壁細胞に作用する。
ヒスタミンの放出は、胃における胃酸分泌の最も重要な正の調節機構である。その放出はガストリンとアセチルコリンによって刺激され、ソマトスタチンによって阻害される。

## 中和
十二指腸では、胃酸は炭酸水素ナトリウムによって中和される。これにより、pHの酸性域に至適条件を持つ胃酵素群も妨害される。膵臓からの炭酸水素ナトリウムの分泌は、セクレチンによって刺激される。このポリペプチドホルモンは、十二指腸のpHが4.5から5.0を下回ると、十二指腸および空腸の粘膜のいわゆるS細胞から活性化されて分泌される。中和は以下の式で表される。
HCl + NaHCO3 → NaCl + H2CO3
炭酸は、腸の上皮内膜に結合した炭酸脱水酵素による触媒作用により、二酸化炭素および水と急速に平衡化し、中和に関連した内腔内の炭酸ガスの純放出につながる。十二指腸といった吸収性上腸では、溶解した二酸化炭素と炭酸の両方が血液と平衡化する傾向があり、これによって中和で生成されたガスの大部分が肺から吐き出される。

## 疾患における役割
低酸症および無酸症では、胃酸が少ない、または全くない状態であり、胃内腔の殺菌作用が低下しているため、問題が生じる可能性がある。このような状態では、消化管の感染症（ビブリオ属細菌やヘリコバクター属細菌の感染など）のリスクが高くなる。
ゾリンジャー-エリソン症候群および高カルシウム血症では、ガストリン値の上昇があり、これが胃酸の過剰産生につながり、胃潰瘍の原因となる。
過剰嘔吐を特徴とする疾患では、低塩素性代謝性アルカローシス（H+と塩素欠乏による血中酸性度の低下）を発症する。

## 薬理学
プロトンポンプ酵素はプロトンポンプ阻害薬の標的であり、過剰な酸を特徴とする疾患において胃のpHを上昇させる（したがって胃酸値を低下させる）ために使用される。H2アンタゴニストは、間接的に胃酸の産生を減少させる。制酸薬は存在する酸を中和する。

## 歴史
消化における胃酸の役割は、1820年代から1830年代にかけて、事故により胃に瘻孔（穴）が開いたアレクシ・サンマルタンの協力を得て行われたウィリアム・ボーモントの研究によって確立された。ボーモントは消化の過程を観察して胃酸を抽出し、酸が消化に重要な役割を果たしていることを検証した。